# هوم (نيويورك)
هوم (بالإنجليزية: Hume, New York)‏ هي بلدة أمريكية تقع في الولايات المتحدة في مقاطعة ألليغاني، نيويورك. يقدر عدد سكانها بـ 2,017 نسمة ومساحتها 99.3 كم2 وترتفع عن سطح البحر 420 متر.

## أعلام
- ألموند إي. فيشر